# Merlo (företag)

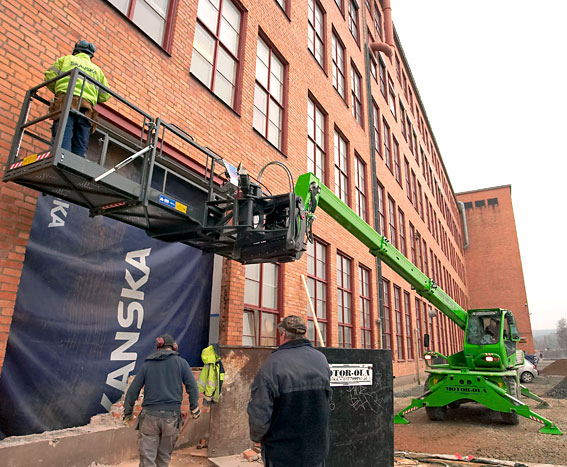
En Merlo teleskoplastare, här utrustad med personkorg i redskapsfästet.

Merlo är en italiensk koncern som tillverkar och säljer teleskoplastare med samma namn. 
Företaget som bildades 1964 är ett familjeföretag med huvudkontor och fabrik i utanför Cuneo i nordvästra Italien.
De första maskiner för bygg- och anläggningsindustrin som tillverkades och såldes var små dumprar. De fanns i två varianter, en för transport av schaktmassor och en annan utrustad med en mobil betongblandare.
1970 lanserades en terränggående gaffeltruck. 1974 presenterades en mobilkran med teleskopbom och 1981 kom den första teleskoplastaren. Sedan dess har teleskoplastarna och den teknik som maskinerna utrustas med utvecklats i snabb takt till dagens maskinprogram som omfattar mer än 70 olika modeller för både bygg- och anläggningsindustrin och för jordbruket.
2006 omsatte Merlo Spa 270 miljoner Euro. Företaget har dotterbolag i Frankrike, Storbritannien, Tyskland, Spanien och Australien och 600 återförsäljare över hela världen.